# Trachea formosensis
Trachea formosensis är en fjärilsart som beskrevs av George Francis Hampson 1910. Trachea formosensis ingår i släktet Trachea och familjen nattflyn. Inga underarter finns listade i Catalogue of Life.